# Chin (staat)
Chin is een staat van Myanmar. De divisie omvat 36.019 km² en telt ongeveer 600.000 inwoners. De hoofdstad is Hakha.

## Religie
De grootste religie in Chin is het christendom.
| Religieuze samenstelling (2014) | Religieuze samenstelling (2014) | Religieuze samenstelling (2014) | Religieuze samenstelling (2014) | Religieuze samenstelling (2014) |
| ------------------------------- | ------------------------------- | ------------------------------- | ------------------------------- | ------------------------------- |
|                                 |                                 |                                 |                                 |                                 |
| Boeddhisme                      | Boeddhisme                      |                                 | 13,0%                           | 13,0%                           |
| Christendom                     | Christendom                     |                                 | 85,4%                           | 85,4%                           |
| Islam                           | Islam                           |                                 | 0,1%                            | 0,1%                            |
| Animisme                        | Animisme                        |                                 | 0,4%                            | 0,4%                            |
| Hindoeïsme                      | Hindoeïsme                      |                                 | 0,0%                            | 0,0%                            |
| Geen/Overig                     | Geen/Overig                     |                                 | 1,1%                            | 1,1%                            |